# Ginyr
Ginyr (amhar. Gīnīr) – miasto w południowej Etiopii, w regionie Oromia. W 2010 roku miasto liczyło 25 886 mieszkańców.